# (29597) 1998 HT37
A (29597) 1998 HT37 egy kisbolygó a Naprendszerben. A LINEAR projekt keretében fedezték fel 1998. április 20-án.